# Plastounka
Plastounka (en russe : Пластунка; en géorgien: პლასტუნკა) est un village du sud de la Russie appartenant au raïon de Khosta qui dépend de la ville-arrondissement de Sotchi, l'ensemble faisant partie du kraï de Krasnodar. Sa population était de 2 410 habitants en 2010.

## Géographie
Le village est situé dans la vallée de la rivière Sotchi à une dizaine de kilomètres au nord du district central de Sotchi, dans la montagne. Il se trouve à 164 kilomètres au sud-est de Krasnodar. Le village dépend administrativement de l'arrondissement rural de Baranovka qui fait partie du raïon de Khosta.

## Historique

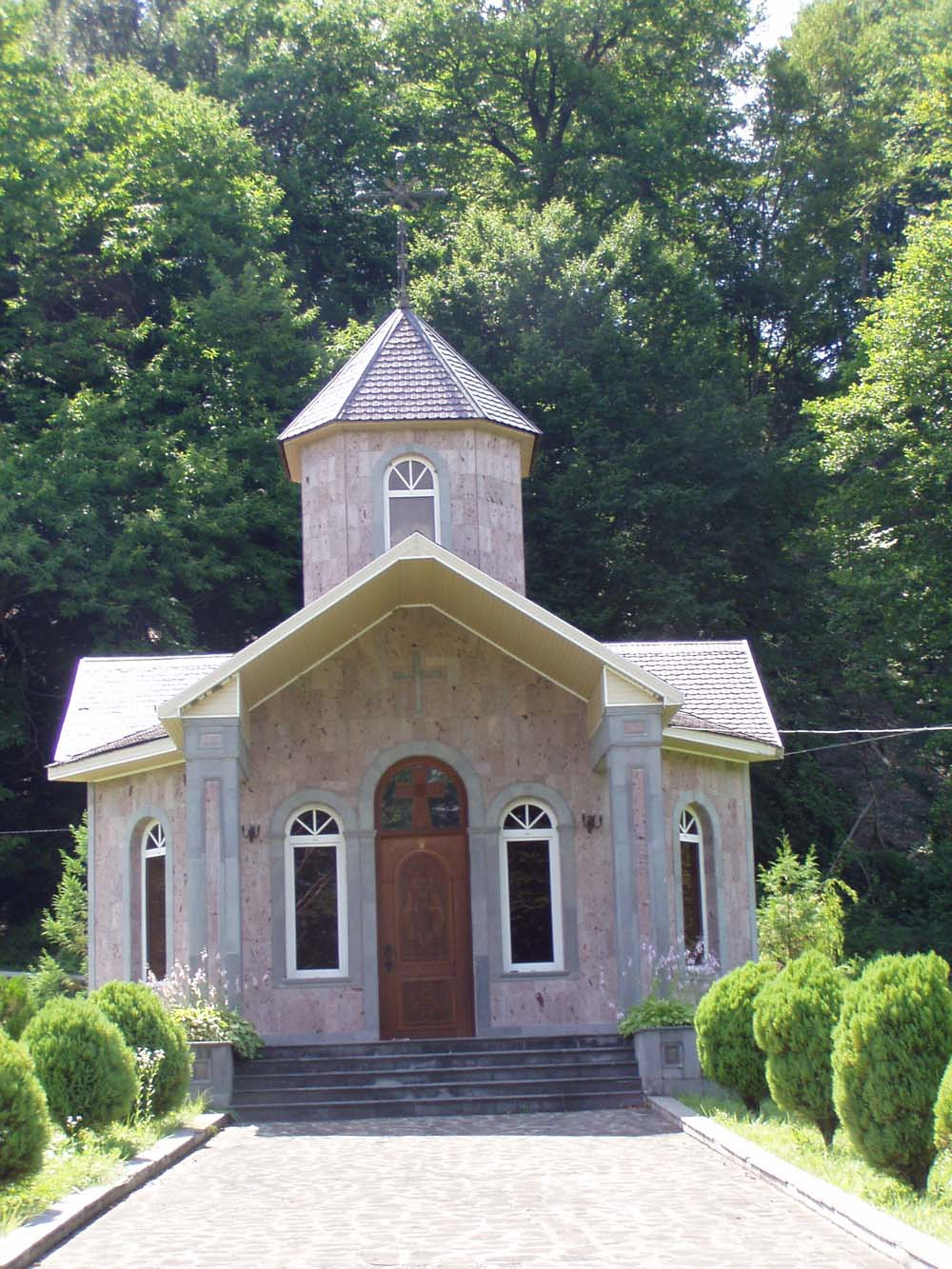
Vue de l'église Sainte-Nino au cimetière de Verkhneplastounka (littéralement: Plastounka-la-Haute)

Avant la guerre russo-circassienne qui s'est terminée en 1864, l'endroit faisait partie d'un aoul peuplé d'Oubykhs autour du chef de clan Berzek. C'est à la limite méridionale du village que se trouvait un peuplier argenté considéré comme sacré par la tribu de Berzek. Ils se réunissent sous l'arbre pour tenir leur conseil décisif qui les amènent à prendre l'exil en 1864 en Turquie ottomane.
Le village actuel est fondé en 1869 par des cosaques plastounes (d'où le nom du village) qui reçoivent des terres à cultiver, à la suite de leur participation au conflit caucasien. Mais entre 1881 et 1886, des parcelles supplémentaires sont données à 57 familles de paysans géorgiens pour s'y installer. Plus tard, ce sont 23 familles géorgiennes entre 1886 et 1894 qui viennent coloniser le territoire. C'est ainsi que le village est devenu un foyer de culture géorgienne dans la région. En 1905, il y avait 605 habitants. Le village est agité de troubles révolutionnaires en 1905. En 1917, il y avait 846 habitants. La zone est ensuite le théâtre d'affrontements entre l'Armée blanche de Dénikine et les partisans des menchéviks géorgiens, le 25 mars 1919 qui se poursuit pendant six jours. Les Soviétiques s'installent finalement en avril 1920. Le village compte 800 habitants en 1926. Un conseil communal du village est formé en 1935. En mai 1942, tous les hommes du village sont au front. Sur les 239 partis, 147 tombent au champ d'honneur.
Le cimetière est devenu un cimetière géorgien avec une église construite en 1993 consacrée à sainte Nino. Un autre cimetière géorgien est également aménagé en contrebas. Plastounka est depuis lors un point de ralliement de la communauté géorgienne des environs, surtout en été. Un peu plus loin, se trouve une cascade qui est un but de promenade prisé des touristes.
Plastounka est divisée entre Plastounka-la-Haute, Verkhneplastounka rive droite, et Plastounka-la-Basse, Nijneplastounka, rive gauche. Les voies les plus importantes sont la rue Leselidzé et la rue Djaparidzé.

## Coordonnées
43°41′4″N 39°45′42″E

## Source
- (ru) Cet article est partiellement ou en totalité issu de l’article de Wikipédia en russe intitulé « Пластунка » (voir la liste des auteurs).